# Semidiós (telenovela)
Semidiós é uma telenovela chilena, de gênero melodrama, produzida e transmitida por Canal 13 entre 7 de março a 2 de setembro de 1988 em 125 capítulos.
Escrita e adaptada por Jorge Díaz Saenger, produzida por Ricardo Larenas, com a direção geral de Óscar Rodríguez Gingins, baixo o núcleo de conteúdos de Ricardo Miranda. A história é baseada numa história original da reconhecida escritora e dramaturga brasileira Janete Clair.
Foi protagonizada pelo ator holandês Roberto Vander, junto aos chilenos Maricarmen Arrigorriaga, Bastián Bodenhöfer e Carolina Arregui.

## Sinopse
Hugo Lemus é um multimilionário e playboy muito solitário, que se translada a viver a Estados Unidos, pelo que deixa a seu tio Guido Prado a cargo do manejo de suas empresas. Uma má decisão, porque Guido é um homem ambicioso e pretende apoderar do dinheiro de seu sobrinho.
Durante uma visita a Chile, Hugo participa numa carreira de autos de rally, a qual traz graves consequências, já que um acidente termina aparentemente com sua vida e todos o dão por desaparecido. O misterioso facto acorda o interesse do jornalista Alex García. O jovem, que vem chegando de Europa, concentra todas suas energias em tratar de decifrar o enigma sobre o paradeiro de Hugo Lemus. A ele se une Alberto Peralta, um dos homens de confiança de Hugo Lemus e quem ademais é noivo da filha de Guido, Adriana.
Depois de vários meses de especulações, termina-se o mistério. Hugo Lemus aparece ante a opinião pública e retoma normalmente sua vida e seus negócios. No entanto, seus familiares e amigos mais próximos começam a notar uma conduta um tanto estranha do milionário, quem depois do acidente parece ter mudado bastante e esquecer certas coisas. A razão? Hugo Lemus é dado por morto no acidente e para impedir que toda sua fortuna seja destinada a um lar de beneficencia, tal como o estipulava seu testamento, Guido contrata a um professor de castelhano chamado Raúl Burgos, a quem conhece numa oficina mecânica de Rancagua, quem possui um impressionante parecido físico com Hugo, para que se faça passar por ele e assim mude os papéis da herança. Ao inteirar do engano, Alberto decide somar à farsa e converter no braço direito do falso Hugo Lemus.
O problema é que o impostor, quem num princípio era um homem recto, perde o horizonte com tanto poder e se torna ambicioso, começando por consumir múltiplas drogas e a utilizar, para seus fins macabros, armamento internado desde a União Soviética. Por outro lado, obseda-se com a mulher de Hugo Lemus, Angela Santana, quem chega a Chile desde Estados Unidos a exigir seus direitos como esposa legítima de Hugo.

## Elenco
- Roberto Vander como Hugo Leonardo Lemus / Raúl Burgos.
- Maricarmen Arrigorriaga como Ángela Santana.
- Bastián Bodenhöfer como Alejandro 'Alex' García.
- Carolina Arregui como Adriana Prado.
- Mauricio Pesutic como Alberto Peralta.
- Walter Kliche como Guido Prado.
- Malú Gatica como Úrsula vda. de García.
- María Cánepa como	Alma de Prado.
- Luis Alarcón como Albino Vega.
- Gloria Münchmeyer como Pomba do Rio.
- Hector Noguera como Emilio Ponce.
- Nelly Meruane como Elsa de Santana.
- Luz Croxatto como Sonia Vega.
- Tennyson Ferrada como Pai Miodek.
- Grimanesa Jiménez como Leontina.
- Julio Jung como Mauricio.
- Marcela Medel como Norma.
- Mabel Farías como	Raquel.
- Glória Canais como Ruth.
- Juan Carlos Bistoto como Germán Santana.
- Samuel Villarroel	como Lord.
- Rodolfo Martínez como José.
- Fernando Farías como Octavio.
- Ana Reeves como Rosario.
- Araceli Vitta como Ana Luz.
- María José Álvarez
- Patricia Larraguibel como Julia.
- Rosario Zamora como Luzia.
- Juan Carlos Zagal como Lulo Vega.
- Carlos Valenzuela como Vargas.
- Roberto Navarrete como Mariano.
- Fernando Larraín como Lucas.
- Emilio García como Guarda-costas do falso Hugo Lemus.
- Marco Antonio González
- Mario Bustos
- Valerio Milessi como Hernán.
- Natasha Chevesich
- Isabel Góngora
- Carolina Gutiérrez
- María Lourdes Varas
- Elizabeth Hernández como Alicia Acevedo.
- Rebeca Ghigliotto como Estela.
- Maruja Cifuentes - Aurora.
- Rubén Sotoconil como José.
- Roberto Poblete como Mariano.
- Domingo Tessier
- Liliana García como Carla.
- Adriana Vacarezza como Jeannette.
- Katty Kowaleczko como Verónica.
- Cristián García-Huidobro
- Álvaro Rudolphy
- Carlos Embry
- Eduardo Cortes Quezada como o Borracha.

## Curiosidades
- Semidiós partiu com magros resultados de índice de audiência, perdendo abrumadoramente contra a trascendental Belas e audazes, de TVN; no entanto, conseguiu repuntar conforme passaram nas semanas e terminou sua exibição superando os 50 pontos de índice de audiência, acentuado após o fim da telenovela da TVN, no dia 15 de agosto de 1988. A média de sintonia foi de 30 pontos, em frente aos 33 média que atingiu a produção da emissora estatal. As três últimas semanas competiu com a primeira repetição de Marta às Oito, a qual teve boa sintonia.
- Foi uma das telenovelas com maior quantidade de problemas no elenco durante sua gravação. A produção deveu enfrentar uma doença de Malú Gatica quem deveu submeter-se a uma delicada operação, pelo que se inventou uma viagem a Villarrica e posterior regresso de sua personagem, uma fractura num tornozelo de Maricarmen Arrigorriaga e o despedimento do destacado actor Julio Jung, quem não voltou a participar numa teleserie de Canal 13 até 2014, ano no que fez parte do elenco da malograda produção Valeu a pena.
- Em seu momento foi criticada por seu alto conteúdo violento e vertiginoso. A telenovela incluía cenas de combate corpo a corpos, tiroteios com numerosas mortes, suicídios, perseguições em veículos motorizados pelas ruas de Santiago.
- Canal 13 voltou a programar esta telenovela por primeira e única vez entre setembro de 1994 até março de 1995 no horário do meio dia.
- Foi exportada e emitida com notável sucesso a certos países de América Latina e a Europa Leste.